# Emil Kekulé
Emil Philipp Caspar Kekulé (* 6. Juni 1828 in Darmstadt; † 21. Juli 1913 in Heidelberg) war Kreisrat im Großherzogtum Hessen.

## Familie
Seine Eltern waren Ludwig Carl Emil Kekulé (1773–1847), Oberkriegsrat und Abgeordneter der Zweiten Kammer der Landstände des Großherzogtums Hessen, und dessen zweite Frau, Marie Margarethe geborene Seip (1793–1852). Sein Bruder war der Chemiker August Kekulé, seine Schwester Mimi (Maria Wilhelmine) (1831–1899) war mit dem Mediziner Alexander Knoblauch verheiratet. Emil Kekulé blieb unverheiratet.

## Karriere
Emil Kekulé studierte Rechtswissenschaft an der Universität Gießen. Sein Berufseinstieg war die Stelle eines Akzessisten bei der Regierung in Darmstadt. 1860 wurde er Assessor beim Kreis Neustadt. 1861 wechselte er nach Gießen und wurde 1869 Mitglied der Direktion der Provinz Oberhessen, wo er für die Gewerbeaufsicht zuständig war. 1872 folgte die Ernennung zum Kreisrat des Kreises Büdingen und 1877 ging er in gleicher Funktion zum Kreis Oppenheim. 1885 wurde er in den Ruhestand verabschiedet.